# Von Thronstahl
Von Thronstahl je bila nemška neofolk, martial industrial in neoklasična glasbena skupina ustanovljena leta 1995 in razpuščena leta 2010. Skupino je ustanovil Josef Maria Klumb. Ideje za glasbeno ustvarjanje je skupina črpala iz srednjeveške Evrope, na ideje pa je vplivalo tudi krščanstvo in poganstvo. 

## Diskografija

### Albumi
- 1998 Sturmzeit (10" Vinyl)
- 2000 Imperium Internum (CD)
- 2001 E Pluribus Unum (CD)
- 2001 Leipzig "Lichttaufe" 2000 (7" Vinyl)
- 2002 Re-Turn Your Revolt Into Style (CD-Box, limited to 500 copies)
- 2003 Bellum, Sacrum Bellum!? (CD)
- 2004 Pessoa/Cioran (CD, with The Days Of The Trumpet Call, limited to 500 copies)
- 2004 Split (with The Days Of The Trumpet Call, limited to 500 (CD) and 300 (Vinyl) copies
- 2006 Mutter der Schmerzen (MCD)
- 2007 Sacrificare (CD-Box / CD)
- 2009 Germanium Metallicum (CD-Box / CD)
- 2010 Conscriptvm (CD)
- 2011 Pan-European Christian Freedom Movement (Split LP with Spreu & Weizen, limited edition of 200)
- 2012 Corona Imperialis (CD)
- 2012 Vivus Romae. Live in Rome 2007/08/09 (Live CD, limited edition of 500)

### Kompilacije
Von Thronstahl je sodeloval na "tribute albumih" za Leni Riefenstahl, Julius Evola, Josef Thorak, Corneliu Zelea Codreanu, Hermann Hendrich in Arno Breker.

### Uradna
- Uradna Von Thronstahl spletna stran

### Neuradne
- English Resource website Arhivirano 2008-04-12 na Wayback Machine.

#### Intervju
- Heathen Harvest English Language Interview with Von Thronstahl

#### Kritike
- CD review